# 22 février 1908
Le samedi 22 février 1908 est le 53e jour de l'année 1908.

## Naissances
- Chin Tsi-ang (morte le 15 octobre 2007), actrice hongkongaise
- Daniel Gloria (mort le 22 octobre 1989), artiste français
- Henri Arbousset (mort le 10 janvier 2011), poète français
- Hyacinthe Mars (mort le 14 avril 1942), militant communiste et résistant français
- Jack Bowers (mort le 4 juillet 1970), footballeur anglais
- John Mills (mort le 23 avril 2005), acteur britannique
- Kitty van der Mijll Dekker (morte le 6 décembre 2004), artiste textile néerlandaise
- Mahmud Aliyev (mort le 24 septembre 1958), homme politique et diplomate azerbaïdjanais
- Melchior de Lisle (mort le 26 août 1977), entomologiste français
- Pedro Ochoa (mort le 5 septembre 1947), footballeur argentin
- Rómulo Betancourt (mort le 28 septembre 1981), homme d'État vénézuélien
- William Dally (mort le 30 mai 1996), rameur d'aviron américain

## Décès
- Édouard van den Corput (né le 20 avril 1821), politicien belge

## Événements
- Découverte de (661) Cloelia